# Mikołaj Buczacki-Tworowski
Mikołaj Buczacki-Tworowski herbu Pilawa (zm. przed 19 maja 1595) – podkomorzy kamieniecki w latach 1570-1595, rotmistrz królewski w latach 1571-1573, starosta barski w latach 1571-1588, dziedzic miasta Buczacza, wyznawca kalwinizmu.
Ks. Sadok Barącz twierdził, że jego ojcem był Jan Tworowski herbu Pilawa, a matką – Katarzyna Buczacka herbu Abdank. Według Adama Bonieckiego i spisów «Urzędnicy podolscy XIV–XVIII wieków» Jan Tworowski był jego dziadkiem.
Mikołaj Buczacki-Tworowski kościół farny w Buczaczu zamienił na zbór kalwiński.
Poseł na sejm koronacyjny 1574 roku z powiatu kamienieckiego.
W 1586 nabył Opatów.
Był mężem księżniczki Anny Magdaleny Radziwiłłównej, córki ks. Mikołaja Radziwiłła Czarnego. Szwagrem Mikołaja Buczackiego-Tworowskiego był Mikołaj Krzysztof Radziwiłł „Sierotka”.